# Legion: XX
Legion: XX è un album discografico di cover, il nono registrato in studio, del gruppo musicale statunitense Lamb of God, pubblicato nel 2018 con il nome Burn the Priest.

## Tracce
1. Inherit the Earth (The Accüsed cover) – 3:29 (Tommy Niemeyer)
2. Honey Bucket (Melvins cover) – 2:43 (Buzz Osborne, Dale Crover)
3. Kerosene (Big Black cover) – 6:12 (Steve Albini, Santiago Durango, Dave Riley)
4. Kill Yourself (Stormtroopers of Death cover) – 2:18 (Billy Milano, Scott Ian, Dan Lilker, Charlie Benante)
5. I Against I (Bad Brains cover) – 3:48 (Paul Hudson, Gary Miller, Darryl Jenifer)
6. Axis Rot (Sliang Laos cover) – 3:04 (Andrew Sigler, Mark Smoot, Randolph Dugan, Robert Guess, Ron Demmick)
7. Jesus Built My Hotrod (Ministry feat. Gibby Haynes cover) – 6:13 (Al Jourgensen, Paul Barker, Michael Balch, Bill Rieflin, Gibby Haynes)
8. One Voice (Agnostic Front cover) – 3:16 (Roger Miret, Matt Henderon, Craig Stefari)
9. Dine Alone (Quicksand cover) – 3:31 (Walter Schreifels, Tom Capone, Sergio Vega, Alan Cage)
10. We Gotta Know (Cro-Mags cover) – 3:27 (John Joseph, Parris Mitchell Mayhew, Harley Flanagan)

Tracce bonus
1. In the Meantime (Helmet cover) – 3:13 (Page Hamilton)

## Formazione
- Chris Adler – batteria
- Willie Adler – chitarra
- Randy Blythe – voce
- John Campbell – basso
- Mark Morton – chitarra